# 4 (filme)
4 é um filme russo de 2005, dirigido por Ilya Khrzhanovsky e roteirizado por Vladimir Sorokin.
Originalmente foi concebido como um curta-metragem, mas se transformou em um filme de longa-metragem após quatro anos de trabalho.[carece de fontes?]

## Elenco
- Marina Vovchenko como Marina
- Sergey Shnurov como Volodya
- Yuri Laguta como Oleg